# 郭中奎
郭中奎（1938年—），河南洛阳人，汉族，中华人民共和国政治人物、第十一届全国人民代表大会河南地区代表。
加入中共。担任河南省洛阳市老城区烧沟村党委书记、洛阳市环球实业总公司董事长兼总经理。2008年起担任全国人大代表。